# 李彝坤
李彝坤（?—?），廣東省廣州府順德縣人，清朝政治人物、進士出身。
光緒二十四年（1898年），参加光緒戊戌科殿試，登進士二甲39名。同年五月，改翰林院庶吉士。光緒二十九年四月，散館，著以知县即用，后擔任廣西貴縣知縣。